# Anton Jepichin
Anton Aleksandrovitsj Jepichin (Russisch: Антон Александрович Епихин) (17 juli 1988) is een Russisch voetballer. 
Op 30 juni 2011 maakte Jepichin zijn debuut in de UEFA Europa League. In deze wedstrijd, tegen het Macedonische FK Rabotnički Skopje, maakte hij een doelpunt.